# Four Brothers
Four Brothers är en jazzlåt komponerad av den amerikanska saxofonisten m.m. Jimmy Giuffre. Låten skrevs 1947 för Woody Hermans storband och ger saxofonsektionen (tre tenorsaxofoner och en barytonsaxofon) en framträdande roll. Varje saxofonist har dessutom ett solo. I den upplaga av Woody Herman Orchestra som låten skrevs för spelade Stan Getz, Zoot Sims och Herbie Steward tenorsaxofon och Serge Chaloff baryton. Melodin har spelats in i ett antal olika versioner, både av storband och till exempel a cappella-sånggrupper.